# Циннвальдит
Циннвальди́т — калий-литиево-железистая слюда, минерал подкласса алюмосиликатов. Название получил от месторождения Циннвальд (ныне Циновец) в Рудных горах, где был впервые описан в 1845 году.

## Свойства
Циннвальдит — метасоматический минерал пневматолитового происхождения, характерный для оловоносных жил и некоторых щелочных гранитных пегматитов, грейзенов.
Кристаллы листоватые, сросшиеся в псевдогексагональные пакеты, напоминают биотит. Химический состав непостоянный (бывают богатые и бедные железом циннвальдиты). Процентный состав: К2O — 9,5-13, Li2O — 1—5, FeO — 6—12,5, Fe2O3 — 1—5, Н2О — 0,5—1,5, F — 1,5—8. Разлагается в кислотах. Можно спутать с мусковитом.

## Месторождения
Месторождения редки, встречается в изменённых гранитах. Обычно залегает совместно с кварцем, апатитом, вольфрамитом, касситеритом, топазом, флюоритом, шеелитом. Имеются месторождения в Чехии (Богемия), Англии (Корнуолл), США (Калифорния, Южная Дакота), Канаде (Квебек), на Мадагаскаре.

## Применение
Может служить источником получения лития, иногда рубидия.